# 午夜戰士
午夜戰士（英語：Midnighter）是一名Wildstorm漫畫旗下的虛構超級英雄，後來納入DC漫畫旗下。該角最初登場於《風暴守衛》第二卷#4（1998年2月），由華倫·艾利斯和布萊恩·希奇創作。除了《權力戰隊》和其他系列外，該角亦登場於自己的同名系列漫畫中。
午夜戰士是超級英雄團隊——權力戰隊的著名成員。該角是名同性戀，他和他的丈夫阿波羅就像是蝙蝠俠與超人那樣的世界最佳拍檔。與蝙蝠俠不同的是，午夜戰士擁有超能力，且通常會殺死他的對手。
作者艾利斯將午夜戰士稱為「採用吳宇森的影子」。在大多數的場合中，很少看到午夜戰士沒有套裝和面具。在作品中，午夜戰士反覆登場的主題多為他對暴力和殺戮的熱愛，以及對他性取向的探討。
2013年，ComicsAlliance網站將午夜戰士在「漫畫中50名最性感的男性角色」排行榜中列為第17位。2015年，IGN網站將該角（以及阿波羅）列入「18名令人敬畏的LGBT人物」名單中。

## 外部連結
- Midnighter at the DC漫畫網站（页面存档备份，存于）
- Midnighter #7 preview, Newsarama, 2007-05-07
- "DC Relaunch: Martian Manhunter in Stormwatch, Wildstorm, Westerns, Loose Cannons Announced"（页面存档备份，存于） Comic Book News, 2011-06-09

### 訪談
- Talking Grifter & Midnighter with Chuck Dixon, Newsarama, 2007-01-05
- Talking Midnighter, Four Horsemen with Giffen, Newsarama, 2007-05-22

### 評論
- Review of Midnighter #1（页面存档备份，存于） Comics Bulletin, 2006-11-06.